# 산조반니 인 라테라노 대성전
산 조반니 인 라테라노 대성당(이탈리아어: Basilica di San Giovanni in Laterano)은 로마 교구의 주교좌 성당이며, 로마교구 교구장은 교황이다. 대개 라테라노 대성당이라고 간략하게 부르기도 한다. 대성당의 공식 이름은 라테라노의 지극히 거룩하신 구세주와 성 요한 세례자와 성 요한 복음사가 대성당(라틴어: Archibasilica Sanctissimi Salvatoris et Sancti Iohannes Baptista et Evangelista in Laterano, 이탈리아어: Arcibasilica del Santissimo Salvatore e Santi Giovanni Battista ed Evangelista in Laterano)이다. 로마에 있는 그리스도교 성당 가운데 가장 오래된 성당이자 첫째가는 지위를 가졌으며, 가톨릭 신자들 사이에서 전 세계 모든 성당의 어머니로 대접받고 있다. 정면 외관에는 ‘구세주 그리스도를 위하여(Christo Salvatori)’라는 글씨가 새겨져 있으며, 모든 총대주교좌 성당을 대표해서 지극히 거룩하신 구세주 그리스도에게 봉헌되었다. 교황좌(Cathedra Romana)가 있는 로마 교구 주교좌 성당으로서 로마 가톨릭교회의 다른 어떤 성당보다 우위를 차지하고 있으며, 여기에는 바티칸의 성 베드로 대성당조차 예외는 아니다.
대성당은 바티칸 시국 영토 안에 있지 않은데, 대성당이 있는 토지는 이탈리아 공화국의 로마 시내 안에 자리 잡고 있다. 그러나 다른 몇몇 건물의 경우처럼 라테란 조약의 체결과 함께 로마 문제가 해결되고 나서 성좌의 자산으로서 특별한 치외법권 상태를 누리고 있다.

## 라테라노 궁전

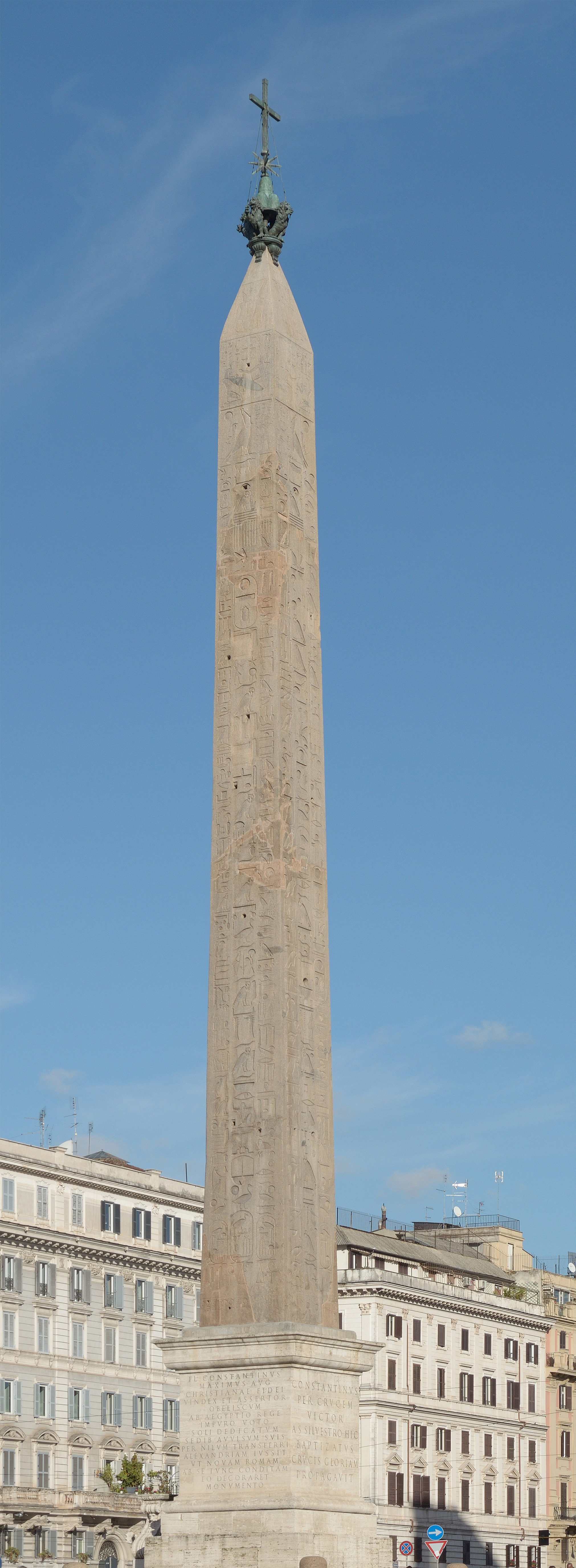
라테라노 궁전 앞 광장에 있는 오벨리스크.

대성당 건물은 황실 기병 근위대의 요새인 카스트라 노바 에퀴툼 싱굴라리움의 유적 바로 위에 세워져 있다. 요새는 서기 193년 셉티미우스 세베루스가 설립하였으나, 밀비우스 다리 전투에서 콘스탄티누스 1세가 막센티우스를 상대로 승리를 거두고 나자 근위대는 폐지되고 요새는 헐려 버렸다. 요새의 기본적인 유적은 대성당 중랑(中廊) 바로 아래쪽에 일직선으로 그대로 있다. 대성당 부지의 나머지는 초기 로마 제국 시대에 라테라누스 씨족의 저택이 차지하고 있었다. 라테라누스 씨족은 몇몇 황제의 관재인으로 봉사하였다. 섹스티우스 라테라누스는 평민으로서는 최초로 집정관 자리까지 올랐다. 라테라누스 씨족의 한 사람인 집정관 지명자 플라티우스 라테라누스는 네로에 반대하는 음모를 꾸미다가 고발당함으로써 유명해졌다. 그 결과 그의 재산은 몰수당하여 재분배되었다.
라테라노 궁전은 콘스탄티누스 1세가 막센티우스의 누이인 파우스타와 재혼할 때 황제의 수중에 떨어졌다. 당시 ‘파우스타의 집(Domus Faustae)’로서 알려진 라테라노 궁전은 궁극적으로 콘스탄티누스에 의해 로마 주교에게 넘어갔다. 대성당을 헌납받은 정확한 날짜는 알려지지 않았지만, 학자들은 교황 멜키아데의 재위 중 313년 도나투스파에 대항하고자 주교회의를 소집하여 그들을 이단으로 선언한 시기였을 것으로 믿고 있다. 궁전에 딸린 대성당은 개축과 확장 과정을 거쳐, 최종적으로는 로마 주교로서의 교황좌가 있는 로마의 주교좌 성당이 되었다.

## 중세 시대

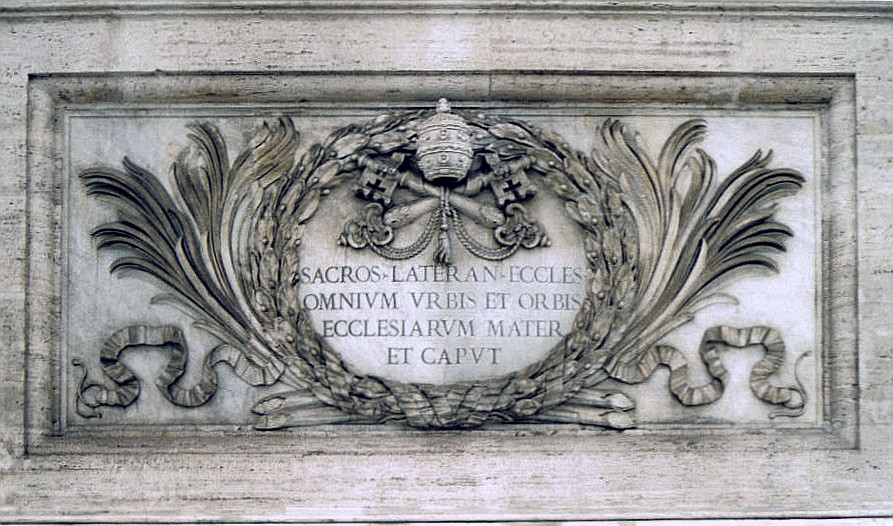
대성당의 중앙 입구 위에 새겨진 명각.

라테라노 궁전과 인접한 대성당이 공식적으로 봉헌된 날짜는 교황 실베스테르 1세에 의해 ‘하느님의 집(Domus Dei)’으로 선포되고 교황의 통솔 아래에 들어간 324년이다. 내부에는 교황좌가 배치되어 있어, 로마 주교의 주교좌 성당으로 발전하는 원인이 되었다. 대성당의 으뜸 직을 반영하고자 중앙 입구에는 라틴어로 ‘전 세계 모든 성당의 어머니이자 머리인 지극히 거룩한 라테라노 성당(Sacrosancta Lateranensis ecclesia omnium urbis et orbis ecclesiarum mater et caput)’라는 글씨가 새겨져 있다.

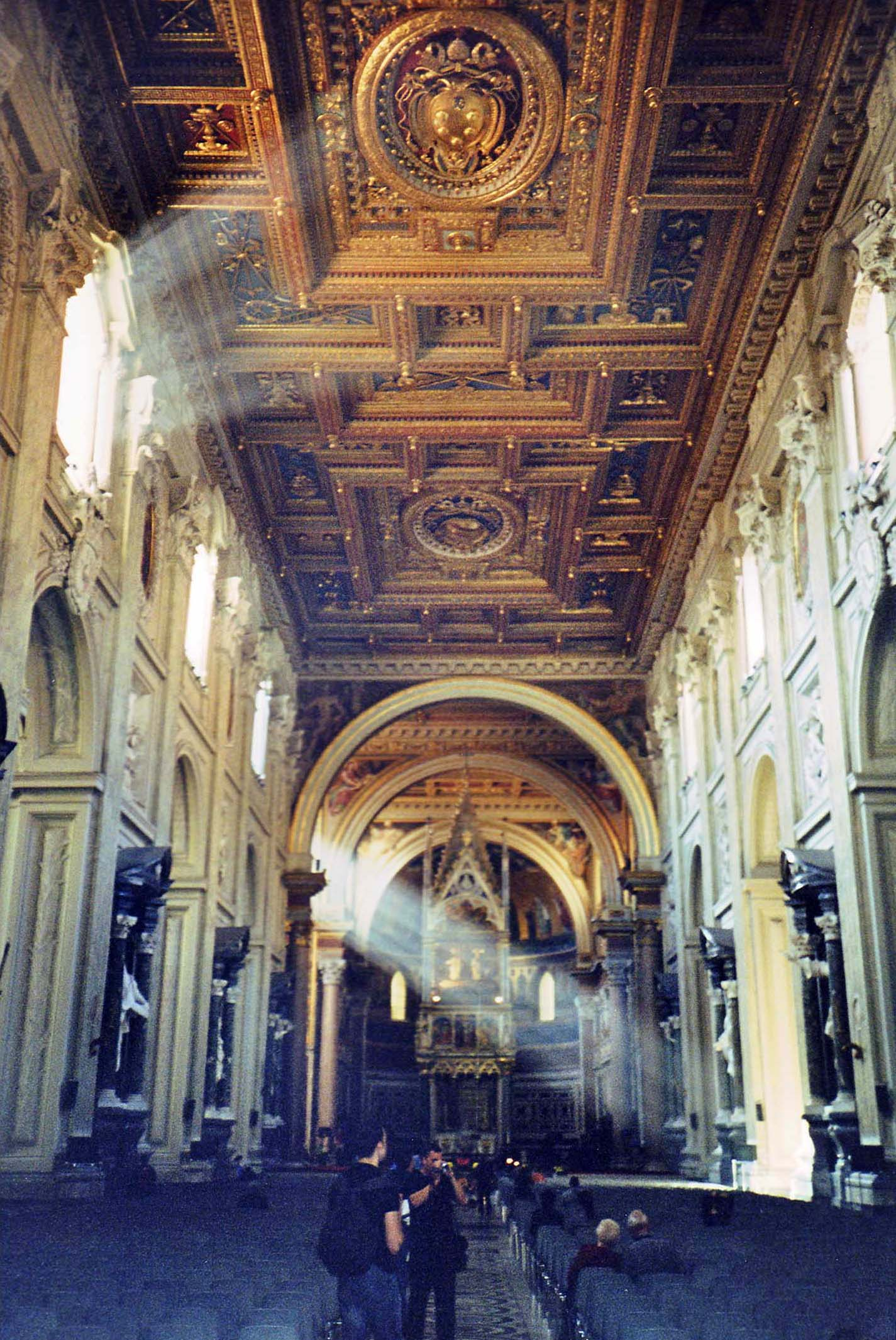
산 조반니 인 라테라노의 중랑.

라테라노 궁전과 대성당은 두 번에 걸쳐 다시 봉헌되었다. 10세기에 교황 세르지오 3세는 대성당의 세례당을 새로이 축성하면서 이곳을 성 요한 세례자에게 봉헌하였다. 12세기에 교황 루치오 2세는 라테라노 궁전과 대성당을 다시 성 요한 복음사가에게 봉헌하였다. 성 요한 세례자와 성 요한 복음사가는 주교좌 성당의 공동 수호성인으로 간주하지만, 역시 최고의 수호자는 대성당의 입구에서도 나타나 있듯이 구세주 그리스도이다. 때때로 대성당은 공식적인 이름인 ‘라테라노의 지극히 거룩하신 구세주와 성 요한 세례자와 성 요한 복음사가 대성당’으로 언급되기도 한다. 대성당은 두 요한 성인의 영광을 기리는 가장 중요한 성당이 되었지만, 공동으로 공경을 받는 경우는 거의 없다. 나중에 라테라노 궁전에는 두 요한 성인에 대한 신심으로서 봉헌된 베네딕토회 수도원이 설립되어 대성당을 위해 봉사하는 일을 하였다.
교황 멜키아테 시대부터 프랑스인 교황 클레멘스 5세 시대에 교황청이 1309년 아비뇽으로 옮겨져 아비뇽이 프랑스 영토 안에 둘러싸인 교황의 영지가 될 때까지 모든 교황은 라테라노 궁전에 거주하였다. 아비뇽 유수 동안 라테라노 궁전과 대성당은 그대로 방치되어 쇠퇴하기 시작하였다. 1307년과 이후 1361년에 일어난 두 차례의 화재로 라테라노 궁전과 대성당은 크게 손상되었다. 양쪽의 사례에서 아비뇽에 있던 교황들은 재건과 유지 비용 명목으로 로마에 있는 주교들에게 자금을 전달하였다. 그러한 조처가 내려졌음에도 라테라노 궁전과 대성당은 과거의 화려함을 상실하였다.
아비뇽 교황 시대를 완전히 끝내고 교황이 로마로 돌아오고서, 라테라노 궁전과 대성당은 그동안 축적된 손상을 고려해볼 때, 교황이 거주하기에는 적합하지 않다는 판단이 내려졌다. 교황들은 산타 마리아 인 트라스테베레 성당을, 나중에는 산타 마리아 마조레 대성당을 임시 관저로 삼아 거주하였다. 최종적으로는 바티칸에 궁전을 건설하여 교황청을 그곳으로 이전하였다. 이후 오늘날까지 교황은 바티칸에 거주하고 있다.
라테라노 궁전은 또한 5차례에 걸쳐 세계 공의회(라테란 공의회)가 개최된 장소이기도 하다.

## 재건

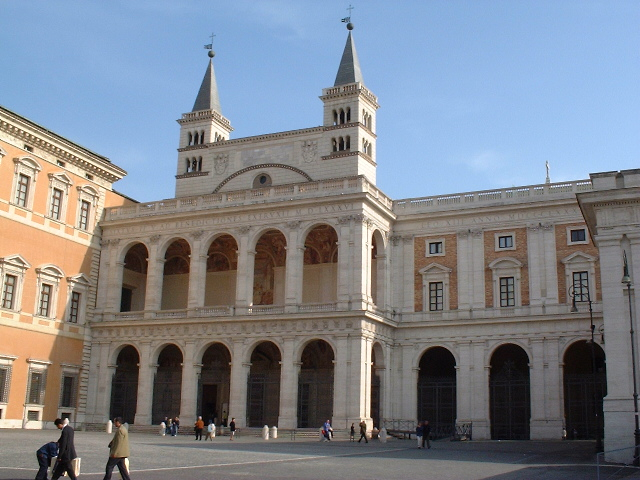
뒷면 왼쪽에 있는 ‘강복 발코니’. 왼쪽에 있는 별관은 라테라노 궁전.

교황 식스토 5세의 최종 계획이 내려지기 전까지 여러 차례 대성당의 재건이 시도되었다. 식스토 5세는 자신이 총애하는 건축가 도메니코 폰타나를 기용하여 계획의 많은 부분을 감독하게 하였다. 초창기 라테라노 궁전은 철거되었고 새 건물이 그 자리를 대신하였다. 라테라노 궁전 앞 광장에는 붉은 화강암으로 만든 세계에서 가장 거대한 오벨리스크가 세워져 있는데, 이것은 카르나크의 투트모세 3세가 건립한 것이다. 오벨리스크는 357년 콘스탄티우스 2세에 의해 로마로 옮겨져 막시무스 경기장에 자리 잡았으며, 1587년 식스토 5세가 지금의 자리로 다시 오벨리스크를 옮겼다.
교황 인노첸시오 10세가 임명한 프란체스코 보로미니의 지휘 아래 대성당의 내부를 한층 더 새롭게 하는 작업은 계속되었다. 그가 만든 건축물인 열두 개의 벽감에는 1718년에 가장 걸출한 로마인 로코코 조각가들이 만든 사도들을 묘사한 조각상들로 채워 넣었다.
대성당 재건에 대한 교황 클레멘스 12세의 선견지명은 의욕적이었다. 그는 새 건물 외관의 설계안을 모집한다는 공모를 냈다. 23명 이상의 건축가가 참가해 경쟁을 벌였는데, 대부분 당시 유행하던 바로크 양식이었다. 공명정대한 전문가들로 이루어진 심사위원단이 조직되었으며, 의장직은 로마의 성 루카 아카데미 원장 세바스티아노 콘카가 맡았다. 경쟁의 우승자는 알레산드로 갈릴레이였다. 오늘날 보이는 건물 외관은 1735년에 완성되었다. 그러나 갈릴레이의 외관은 전통적인 고대 바실리카 건축 양식의 모든 흔적을 지워버린 신고전주의 양식이었다.

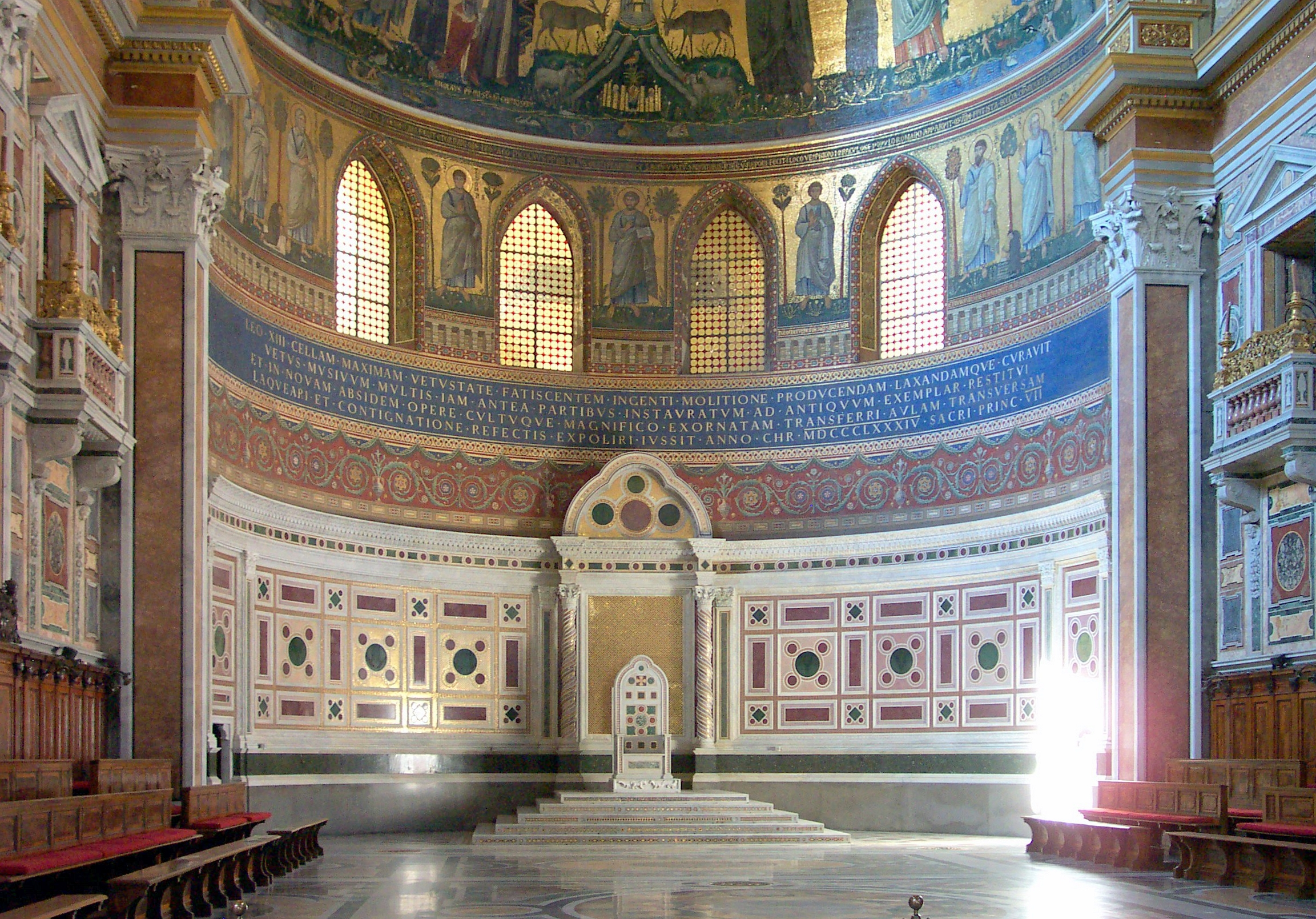
산 조반니 인 라테라노 대성당의 후진에 있는 로마 주교좌를 상징하는 교황의 좌석.

## 건축 역사
교황 레오 3세의 공식 연회장(Triclinium)은 모자이크가 줄지어 있고 공기가 출입하는 모습을 여전히 간직하고 있어, 고대 궁전의 넓은 방을 상기시킨다. 현재 건물(아래 왼쪽의 사진)은 고대의 것은 아니지만, 벽감에 보존된 세 점의 모자이크는 최초의 모자이크 가운데 일부일 가능성이 있다. 이들 모자이크를 살펴보면, 중앙에는 그리스도가 사도들에게 사명을 부여하는 장면이 있고, 왼쪽에는 그리스도가 성 실베스테르 1세에게는 열쇠를 하사하고 콘스탄티누스 1세에게는 라바룸을 하사하는 장면이 있다. 오른쪽에는 성 베드로가 레오 3세에게 교황 영대를 수여하고 샤를마뉴에게 깃발을 수여하는 장면이 있다.

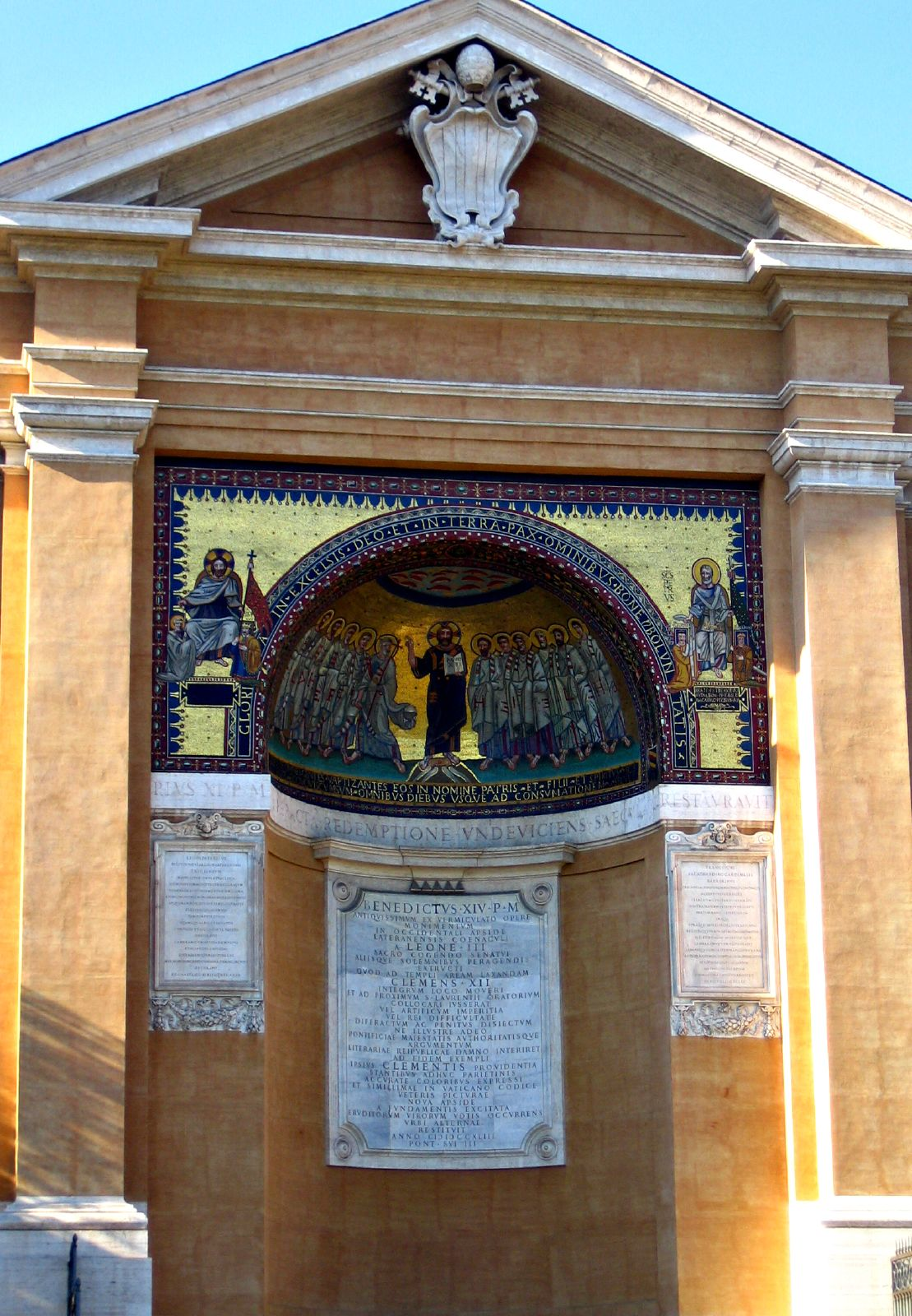
고대 라테라노 궁전 내부 교황 레오 3세의 연회장 내부 후진에 그려진 모자이크.

초기 건물의 얼마 안 남은 잔해는 포르타 산 조반니 밖에 있는 도시 벽에 아직 자취를 남아 있을 것이며, 그림들로 치장한 커다란 벽은 18세기에 란첼로티 예배당 뒤편에 있는 대성당 자체 건물 안에서 노출되었다. 1880년에 시행한 발굴 작업을 하는 동안에 옛 건물들의 몇 가지 흔적이 나타났지만, 이때 후진(後陣)을 확장하는 작업이 한창 진행하고 있었던 터라, 실질적으로 그것의 가치나 중요성에 대해서는 아무것도 발표되지 않았다.
대성당에 대한 교황들과 기타 후원자들의 많은 기부는 《교황 연대기》에 기록되어 있으며, 초창기 대성당은 ‘황금 대성당(Basilica Aurea)’이라고 알려질 정도로 화려하였다. 이러한 화려함은 곧 반달족의 침략으로 모든 보석이 약탈당하는 결과를 가져왔다. 교황 레오 1세는 460년경 주변 지역을 복구하였으며, 그 후 교황 하드리아노 1세가 대성당을 복원하였으나, 897년에 발생한 지진에 의해 문들에서부터 제대까지 대성당 건물의 대부분이 파괴되어 버렸다. 그 피해가 너무나 막심하여 파괴된 옛 건물의 윤곽 등의 흔적을 찾기가 어려웠지만, 주요 부분과 관련해서 새로 건물을 지을 때 옛 건물과 같은 규모로 복원되었다. 두 번째로 지은 대성당은 사백년 동안 존속되다가 1308년에 발생한 화재로 소실되었다. 소실된 대성당은 교황 클레멘스 5세와 교황 요한 22세에 의해 재건되었으며, 1360년에 또다시 화재가 발생하여 소실되고 말았다. 하지만, 그 후 교황 우르바노 5세에 의해 재건되었다.
이러한 수많은 변천을 겪으면서도 대성당은 기둥으로 둘러싸인 안뜰 전방 가운데에 분수가 있고, 측랑 안에 기둥이 일렬로 세워져 있는 고대의 형태를 계속 유지하였다. 이와 같은 고대 후기 양식은 옛 성 베드로 대성당도 뒤따라 추구하였다. 정면 외관에는 세 개의 창문과 더불어 그리스도가 인류의 구세주임을 나타내는 모자이크가 장식되어 있다. 주랑 현관은 12세기 초엽의 것은 아닌 것으로 보이며, 베스파시아누스 휘하 로마군 함대의 예루살렘 점령과 콘스탄티누스 대제의 세례와 교회에 대한 교황령 기증을 기념하는 프레스코 그림이 그려져 있다. 대성당 안의 기둥은 다시 세운 것이 아니라, 다른 모든 대성당의 기둥과 동시대의 것이라는 사실에는 의심의 여지가 없으며, 성당의 길이가 동서 방향으로 뻗어 있다. 교황 클레멘스 5세에 의해 도입된 대성당의 특징인 가로지르는 중랑은 그보다 훨씬 전에 산 파올로 푸오리 레 무라 대성당에 보태진 것을 본뜬 것일 것이라는 데에 의심의 여지가 없다. 아마 이 시점에 성당은 확장되었을 것이다.
옛 건물에 있던 몇몇 부분은 지금까지 남아 있다. 대표적인 예로 중세 시대에 만든 작품인 포장 바닥과, 지금은 회랑에 있는 성 베드로와 성 바오로 조각상을 들 수 있다. 현재 주위 환경에 비추어볼 때 어색해 보이는 중앙 제대 위를 덮은 우아한 모습의 발다키노의 기원은 1369년으로 거슬러 올라간다. 교황이 착석하였던 붉은색 대리석으로 만든 좌석(stercoraria)은 현재 바티칸 미술관에 있다. 교황의 좌석은 교황의 착좌식 때 노래하는 성가이자 시편 113장에 근거한 《억눌린 이를 일으켜 세우시고 불쌍한 이를 들어 올리시는 분(De stercore erigens pauperem)》 때문에 그러한 이름을 가지고 있다. 라테라노 대성당에 있는 교황의 주교 좌석은 19세기 후반에 다시 만든 것이다.
5세기부터 대성당 주위에는 일곱 채의 기도실이 있었다. 기도실들은 오래가지 않아 성당으로 통합되었다. 이곳 기도실들을 방문하는 일은 중세 시대 전반에 걸쳐 신심의 근원을 지키는 일이었기 때문에 일곱 제대에도 이와 유사한 신심 활동이 일어났으며, 여전히 로마와 그 외 다른 도시에 존재하는 많은 성당에서 공통으로 나타나는 현상이다.

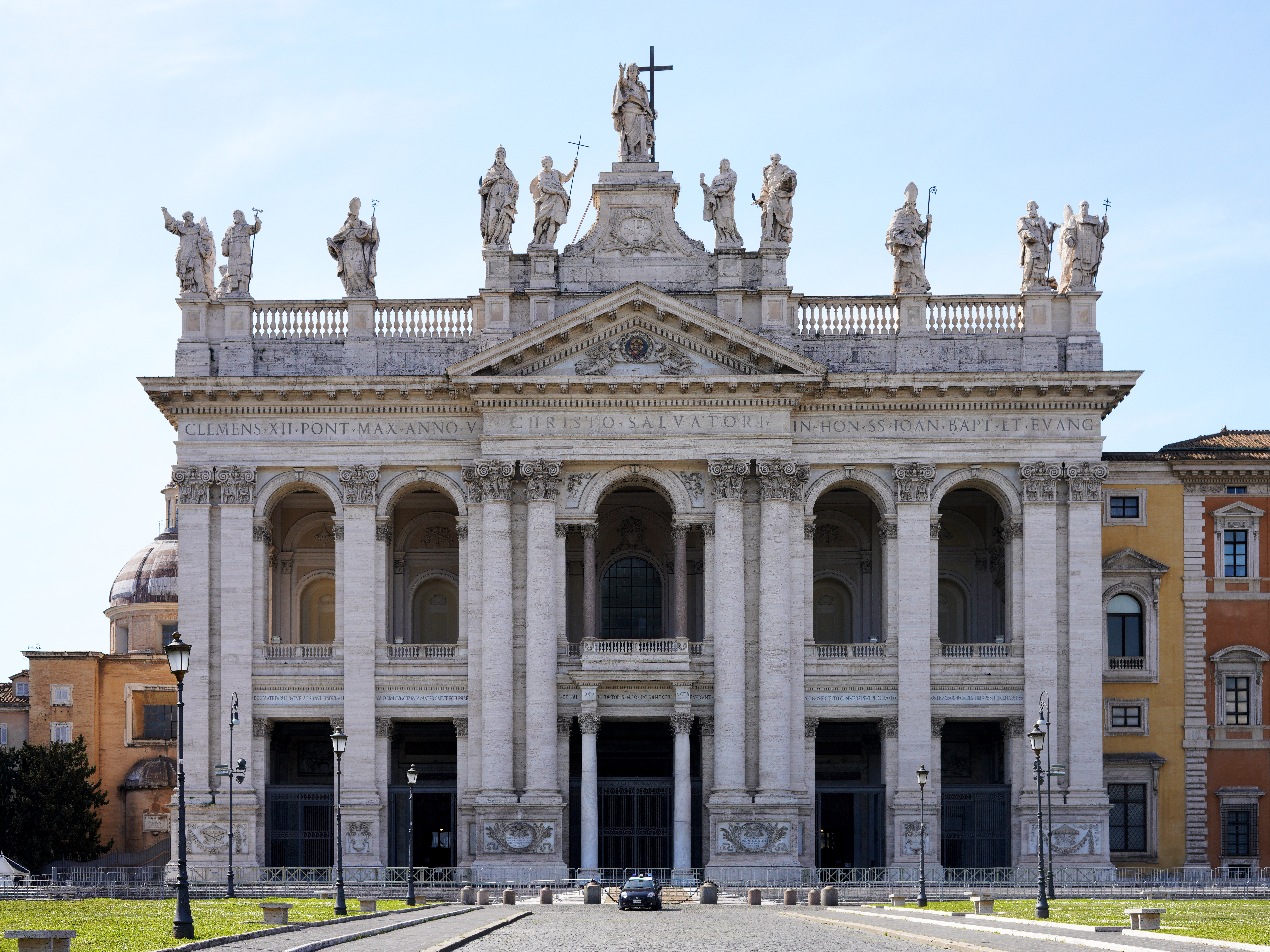
알레산드로 갈릴레이가 지은 정면 외관.

알레산드로 갈릴레이에 의해 건축되던 정면 외관은 궁전의 것이지, 성당의 것은 아니라는 상투적인 평가가 계속되었다. 나르텍스 또는 현관을 형성하는 옛 정면 칸막이 건너편의 갈릴레이의 정면은, 일련의 다른 구역보다 중심 베이가 더 넓은 공간을 요구하는 대성당의 중랑과 이중 측랑을 나타내고 있다. 갈릴레이는 동등한 아치 모양의 창문 열을 포기하지 않는다는 것을 조건으로 하여, 통속적인 세를리오식 모티프답게 아치를 지탱하는 기둥들을 측면에 서게 하고 중앙 창문을 넓혔다. 앞쪽으로 중심부 베이를 약간 가져오고, 지붕 난간으로 들어가는 박공벽으로 베이를 단절해 완성함으로써, 갈릴레이는 캄피돌리오에 있는 미켈란젤로가 지은 궁전에 도입된 방식으로 정면 외관을 함께 결합시킨 쌍으로 된 거대한 코린트식 벽기둥으로 틀을 잡아 어마어마한 규모의 출입구를 제공하였다.

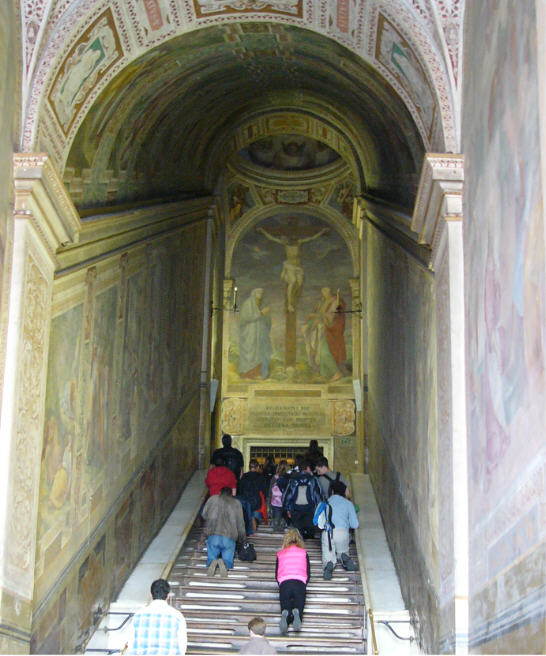
스칼라 상타

### 거룩한 계단
대성당 맞은편에는 스칼라 상타(거룩한 계단)라는 이름의 28개의 나무로 덧씌운 하얀 대리석 계단이 있다. 전승에 따르면, 예수 그리스도가 수난을 당할 때 예루살렘의 총독 본시오 빌라도에게 나아가면서 밟았던 계단이라고 한다. 콘스탄티누스 1세의 어머니 성녀 헬레나가 예루살렘에서 가져와 라테라노 궁전에 설치하였던 이 계단은 1589년 교황 식스토 5세 때 건축가 도메니코 폰타나에 의해 현재의 위치로 옮겨졌다. 그리고 교황 비오 9세 때부터 예수 고난회 수도자들이 관리해오고 있다.
그리스도의 수난을 묵상하며 고통을 함께 나눈다는 의미에서 순례자들은 거룩한 계단을 무릎으로 오르는 전통이 있다. 양쪽의 대리석상들은 《유다의 입맞춤》과 《군중에게 그리스도를 소개하는 빌라도》로서 1854년 조각가 야코메티의 작품이다. 계단 꼭대기의 쇠창살 사이로는 성 라우렌시오 예배당이 보인다. 여기에는 천사들이 그렸다는 그리스도의 초상화가 모셔져 있다.

### 회랑

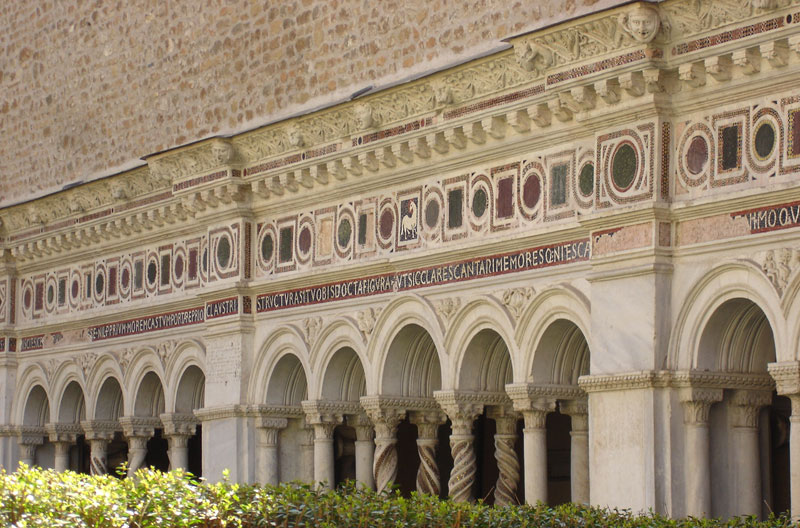
수도원의 회랑.

옛날에는 대성당과 도시 성벽 사이에 대성당을 위해 봉사하는 의무를 가진 수도 공동체가 거주하는 대수도원이 자리 잡고 있었다. 대수도원에서 아직 남은 유일한 부분은 우아하게 꼬인 상감 세공을 한 대리석 기둥들에 둘러싸인 13세기 회랑이다. 이 회랑의 양식은 로마네스크 양식과 고딕 양식 사이의 중간에 해당한다. 아름다운 회랑은 13세기 초의 것이다.

### 라테라노 세례당
팔각형의 라테라노 세례당은 대성당에서 약간 떨어져 있다. 초창기 세례당은 교황 식스토 3세의 지시로 지어졌을 것으로 추정되며, 전설에 따르면 콘스탄티누스 1세가 이곳에서 세례를 받고 세례당을 장식했다고 한다. (실제로는 동방에서 아리우스파 주교에게 세례를 받았다.)
로마에서 유일한 세례당인 라테라노 세례당은 많은 세대에 걸쳐 이용한 곳이다. 완전 침수를 위해 커다란 대야처럼 가운데를 움푹 팬 이 팔각형 건물은 다른 이탈리아 전역에 모델이 되었으며, 전통 비잔틴 양식의 특색이 있는 장식사본 ‘생명의 샘’도 마찬가지였다.

## 열두 사도

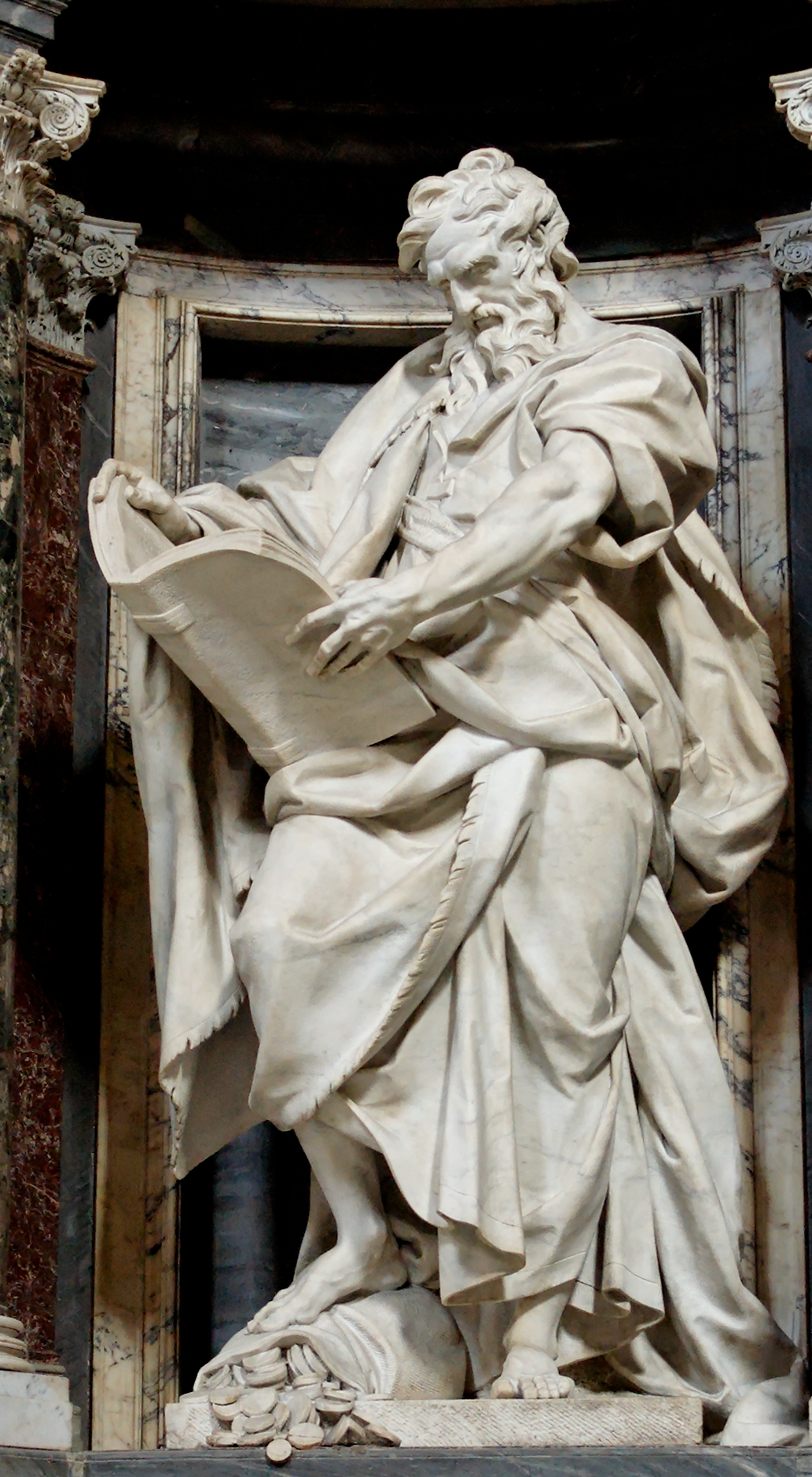
산 조반니 인 라테라노 대성당의 벽감에 있는 열두 사도 조각상 가운데 하나인 성 마태오 조각상.

보로미니의 건축술로 만들어진 열두 개의 벽감에는 1703년 교황 클레멘스 11세가 실제 사람보다 더 커다란 사도들의 조각상 디자인을 공모하는 경쟁의 후원을 통해 장식의 완성을 촉진하기 전까지 비어 있었다. 경쟁 끝에 카를로 폰타나와 카를로 마라티를 주축으로 한 이들의 조각상들이 선정되었고, 이들의 작품은 로마에 있는 바로크 후기 조각상들 가운데 가장 특출한 작품으로 평가받는다.
- 카밀로 루스코니

성 안드레아
성 마태오
성 야고보 (대)
성 요한
- 프란체스코 마라티

성 시몬
- 안젤로 데 로시

성 야고보 (소)
- 주세페 마추올리

성 필립보
- 로렌초 오토니

성 타데오
- 피에르에티엔 모노

성 베드로
성 바오로
- 소 피에르 르 그로

성 바르톨로메오
성 토마스

## 가톨릭 전례
로마 가톨릭교회의 전례력에서 11월 9일은 324년 콘스탄티누스 1세가 라테라노에 대성당을 세워 봉헌한 것을 기념하는 날인 ‘라테라노 대성당 봉헌 축일’이다.

## 같이 보기
- 대성당
- 바실리카
- 산 피에트로 성당 (관광지)
- 산 파올로 성당 (관광지)
- 산타 마리아 마조레 성당 (관광지)